# Aiki
Aiki یک چارچوب نرم‌افزاری انعطاف‌پذیر MYSQL/PHP است، که به طراحان این امکان را می‌دهد که با سیستم های مدیریت محتوا موجود کار انجام دهند.

هدف طراحی Aiki ساخت یک سیستم سریع برای توسعه در جاهای شلوغ است که توسعه دهندگان به صورت غیرمستقیم (به دلایل امنیت در وب سرور) برای ویرایش سورس استفاده می‌شوند.